# Гейвуд-Сіті (Міссурі)
Гейвуд-Сіті (англ. Haywood City) — селище (англ. village) в США, в окрузі Скотт штату Міссурі. Населення — 133 особи (2020).

## Географія
Гейвуд-Сіті розташований за координатами 37°0′42″ пн. ш. 89°36′1″ зх. д. / 37.01167° пн. ш. 89.60028° зх. д. (37.011679, -89.600283).  За даними Бюро перепису населення США в 2010 році селище мало площу 1,11 км², уся площа — суходіл.

## Демографія
Згідно з переписом 2010 року, у селищі мешкало 206 осіб у 71 домогосподарстві у складі 50 родин. Густота населення становила 186 осіб/км².  Було 82 помешкання (74/км²).
Расовий склад населення:
| - 90,3 % — чорних або афроамериканців - 5,3 % — білих - 1,0 % — осіб інших рас |

До двох чи більше рас належало 3,4 %. Частка іспаномовних становила 1,5 % від усіх жителів.
За віковим діапазоном населення розподілялося таким чином: 30,6 % — особи молодші 18 років, 59,2 % — особи у віці 18—64 років, 10,2 % — особи у віці 65 років та старші. Медіана віку мешканця становила 34,0 року. На 100 осіб жіночої статі у селищі припадало 96,2 чоловіків;  на 100 жінок у віці від 18 років та старших — 93,2 чоловіків також старших 18 років.
Середній дохід на одне домашнє господарство  становив 30 018 доларів США (медіана — 21 667), а середній дохід на одну сім'ю — 35 893 долари (медіана — 31 563). За межею бідності перебувало 27,2 % осіб, у тому числі 40,5 % дітей у віці до 18 років та 11,1 % осіб у віці 65 років та старших.
Цивільне працевлаштоване населення становило 46 осіб. Основні галузі зайнятості: науковці, спеціалісти, менеджери — 21,7 %, мистецтво, розваги та відпочинок — 15,2 %, освіта, охорона здоров'я та соціальна допомога — 15,2 %.